# یکو میزوتانی
یکو میزوتانی (انگلیسی: Yūko Mizutani; ۴ نوامبر ۱۹۶۴ – ۱۷ مهٔ ۲۰۱۶) خواننده، صداپیشه، و بازیگر اهل ژاپن بود.